# Beaufort-Blavincourt
Beaufort-Blavincourt è un comune francese di 435 abitanti situato nel dipartimento del Passo di Calais nella regione dell'Alta Francia.

## Società

### Evoluzione demografica
Abitanti censiti